# Vreni Eberle
Verena "Vreni" Eberle, née le 13 novembre 1950 à Munich, est une ancienne nageuse allemande ayant représenté l'Allemagne de l'Ouest. Spécialiste de la brasse, elle est médaillée de bronze en relais aux Jeux de 1972.

## Carrière
Représentant l'Allemagne de l'Ouest aux Jeux olympiques d'été de 1972, Eberle est médaillée de bronze sur le 4 x 100 m 4 nages avec Silke Pielen, Gudrun Beckmann et Heidemarie Reineck.

## Palmarès
| Date | Compétition     | Lieu   | Place | Course            |
| ---- | --------------- | ------ | ----- | ----------------- |
| 1968 | Jeux olympiques | Mexico | 23e   | 100 m brasse      |
| 1968 | Jeux olympiques | Mexico | 12e   | 200 m brasse      |
| 1972 | Jeux olympiques | Munich | 6e    | 100 m brasse      |
| 1972 | Jeux olympiques | Munich | 11e   | 200 m brasse      |
| 1972 | Jeux olympiques | Munich | 3e    | 4 x 100 m 4 nages |